# خونین (کوندینامارکا)
خونین (انگلیسی: Junín, Cundinamarca) نام شهری در کشور کلمبیا است.